# حساب جاری
حساب جاری (Transaction account) حساب جاری یک حساب قابل برداشت است که ابزار اصلی برداشت از آن، دسته‌چکی است که بانک به‌نام شما صادر می‌کند. شما می‌توانید با نوشتن مبلغ و تاریخ مشخص روی هر برگه چک، امکان برداشت از حساب را، با مشخصات موردنظرتان برای دیگران فراهم کنید. ماهیت این حساب، قرض‌الحسنه است و به موجودی آن سودی تعلق نمی‌گیرد.